# Мамилляриэлла
Мамилляриэлла коленчатая (лат. Mamillariella geniculata) — вид мхов, относится к монотипному роду Мамилляриэлла (Mamillariella) семейства Лескеевые (Leskeaceae).

## Описание
Дерновинки густые, буровато-зелёные. Стебель ползучий, разветвленный. Листья прямостоячие, сухие, черепитчатые, яйцевидные, на верхушке коротко заострённые, асимметричные. Споровая коробочка прямая, прямостоячая, цилиндрической формы.
Эпифит. Произрастает на стволах деревьев в широколиственных лесах, поднимаясь по стволам на высоту до 3 м.

## Ареал
Является эндемиком Приморского края, обнаружена только в южной его части. Известно всего 6 местонахождений этого вида.

## Охранный статус
Вымирающий вид. Исчезает в связи с повышенной теплолюбивостью. Внесён в Красную книгу РСФСР и Приморского края.